# Flamlændere
Flamlændere eller flandere (nederlandsk: Vlamingen) er den nederlandsktalende befolkning i Belgien, der hovedsagelig er bosat i de nordlige dele af landet i delstaten Flandern. Flamlænderne er kulturelt og sprogligt en af de to hovedgrupper i Belgien, hvor den anden er de fransktalende vallonere. Flamlændere udgør flertallet af befolkningen, omkring 60%.
Flandern i bred forstand består af den flamske region i det nordlige Belgien, men også Fransk-Vlaanderen i nutidens Frankrig, hovedsagelig i département Nord, og i den sydlige del af den nederlandske provins Zeeland, som også er kendt som Zeeuws-Vlaanderen. Begge de sidstnævnte områder var tidligere dele af grevskabet Flandern. Dette navn kom til at blive et fælles navn for hele området til trods for, at dele af nutidens belgiske Flandern lå i andre fyrstedømmer, hvor det største var Hertugdømmet Brabant.

## Kultur og identitet

### Folk
Baseret på sproghistorie nedstammer flamlænderne hovedsagelig fra indvandrende germanske stammer og ikke fra de galliske stammer, som boede i området før romersk tid. I det ydre defineres flamsk kultur gennem nederlandsk sprog, som igen er et vestgermansk sprog. Dette sprog deles med indbyggerne i Nederland, men dog ikke med alle beboere i Belgien, hvor mange taler fransk og en lille minoritet tysk. Der findes strengt taget ingen egen flamsk litteratur i betydningen egne litterære retninger inden for det hollandske sprog. Bøger skrevet af flamlændere og nederlændere læses af nederlandsk talende over hele verden, selv om der kan udskilles mindre uligheder i sprogbrugen.
Inden for Belgien udgør flamlændere en klart adskilt gruppe, adskilt ved sprog og skikke, men sammenlignet med nederlændere er disse kulturelle og sproglige skillelinjer små. Den populære opfattelse om at udgøre et eget samfund varierer meget, afhængigt af emne, lokalitet og personlig baggrund. Generelt identificerer flamlændere sig sjældent som hollændere og omvendt, særlig på et nationalt niveau. Dette er delvis begrundet i populære stereotyper indenfor både Nederland og Flandern, som hovedsagelig er baseret på "kulturelle ekstremiteter" inden for nordlig og sydlig kultur. En anden grund er en historisk frigørelse af deres kultur i Belgien, som har efterladt flamlændere med stor grad af national bevidsthed, som kan blive markeret blandt en del nederlandsktalende belgiere.

### Religion
Omtrent 75% af flamlænderne er døbte katolikker, skønt kun en lille minoritet på omkring 8 % går fast til messe, og ca. halvdelen af befolkningen i Flandern er agnostikere, ateister eller slet og ret ikke-troende. En undersøgelse i 2006 i Flandern viste, at omkring 55 % valgte at kalde sig selv religiøse.

## Politik

### Styre
Flandern har et eget parlament og en egen regering. Regeringen er ansvarlig for blandt andet landbrug, miljø, undervisning og vejnet. Dette tillader flamlændere at drive en (mere engageret) politik uden indblanding fra den vallonske befolkning i syd. Miljø er et tema, som kan skabe forvirring om hvilken delstat, som har ansvaret, når det gælder forurening, da de fleste floder løber fra Vallonien til Flandern og alt vandet ophobes i floderne i den sidstnævnte delstat.
Denne politik var længe ikke så udbredt som nu. Den mere selvstændige politik har sine rødder i 1970-erne, da der blev etableret et kulturråd for flamlændere. Denne magtforskydning fra den franske elite til den flamske befolkning er indtrådt mere end 100 år efter Belgiens oprettelse. Det var også i efterkrigstiden, at den belgiske grundlov blev oversat til nederlandsk.

### Flamsk nationalisme

#### I dag
Mange flamlændere tenderer også mod flamsk nationalisme (nederlandsk flamingantisme), hvilket illustreres af fremgangen for det politiske parti Nieuw-Vlaamse Alliantie (ny flamske alliance, N-VA). Ved det nationale valg i 2010 fik partiet fremgang og blev størst i hele Belgien. Partiet ønsker en fredelig opløsning af landet og en konføderalisme som et mellemtrin (konføderalisme er en struktur, hvor to eller flere suveræne lande bestemmer hvad, de vil samarbejde om).
Også det højreekstreme parti Vlaams Belang havde nogen fremgang før 2010. Vlaams Belang har siden mistet vælgere til det mere demokratiske og centrumorienterede N-VA. Alligevel har begge partier et mindre flertal i de seneste meningsmålinger, hvilket vil sige, at det ser ud til, at mere end halvdelen af Flanderen ønsker en uafhængig stat, men kun repræsenterer en fjerdedel af alle belgiere.
Øvrige flamske partier og deres forhold mod eller for Flanderns uafhængighed:
- groen (de grønne) - åben støtte for den eksisterende føderalismen.
- sp.a (socialdemokraterne) - åben støtte for den eksisterende føderalismen.
- Open Vld (liberale) - i deres program ønsker de en konføderation, men ingen uafhængighed.
- CD&V (kristent demokratisk parti, konservative) - i deres program ønsker de en konføderation, men ingen uafhængighed.
- N-VA (flamsk-liberalkonservative) - i deres program ønsker de en konføderation som et mellemtrin og senere uafhængighed.
- Vlaams Belang (flamsk-ultranationalisterne) - i deres program ønsker de en umiddelbar uafhængighed.

Kendetegnende er, at ingen franske partier i Belgien ønsker en opløsning af Belgien. Der findes også et unionistisk belgisk parti (BUB), som ønsker at afskaffe Flandern, Vallonien og Bruxelles som delstater og beholde et suverænt land med al magt, som det var ved Belgiens oprettelse i 1830.

## Sprog
Flamlændere har nederlandsk som hovedsprog (særlig dens sydlige mundtlige variant, som til tider bliver kaldt for "flamsk"). Nederlandsk tales af ca. tre femtedele af befolkningen og er det mest udbredte sprog i Belgien. Dets ulige dialekter har en række ord og nogen få grammatikalske træk som skiller det ud fra det standardiserede sprog. Som i Nederland er udtalen og valg af ord påvirket af den lokale dialekt.

### Standardnederlandsk
Standardnederlandsk er hovedsagelig baseret på en blanding af hollandsk (dialektgruppe, som tales i Nordvestnederland og Amsterdam) og babantsk dialektgruppe (som tales i området mellem Maas-floden som nordligste grænse, Antwerpen i vest og Bruxelles i syd). Både Nederland og Flandern har underskrevet aftaler, som sikrer en enhed i det nederlandske sprog. Der blev også etableret en "sprogunion" Nederlandse Taalunie, et råd for reformer i sproget, som gælder for både Nederland og Flandern. I den flamske offentlighed eller på flamske skoler bruges det derfor ikke et andet sprog forskelligt fra nederlandsk, som bruges i Nederland. Der bliver heller ikke brugt et slags sprog, som hedder "belgisk".

### Dialekter i Flandern
Flandern er lingvistisk set delt op i tre hovedgrupper: flamsk i Vest- og Østflandern (med henholdsvis vestflamsk og østflamsk), brabantsk i Antwerpen og Brabant, og limborgsk i Limborg. I offentligheden, på skoler og f.eks. i nyhedsudsendelser anvendes det brabantske tungemål som en norm.

### Undervisning
Studenter i Flandern forventes at lære sig to eller til og med tre sprog (mindst to fremmedsprog er obligatorisk i skolesystemet, sædvanligvis fransk og engelsk, men også tysk og/eller et sprog taget fra en sekundær valgliste) til et højere niveau end hvad der er tilfældet i mange andre lande. I lang tid var Flandern domineret af fransk kultur, men fra 1960'erne og frem over er engelsk kultur og sprog vokset kraftigt i betydning.

## Historie
Historien om flamlænderne handler om national paraplyidentitet, som begyndte kort tid efter den franske revolution. Før dette var begrebet flamlændere generelt reserveret for indbyggerne i grevskabet Flandern. Dette område udgjorde groft set den vestlige spids af nutidens Belgien og nutidens franske departement Nord. I en del sammenhænge kan "flamlendere" fortsat henvise til folkene i denne region, som i dag er delt mellem provinserne Vest- og Øst-Flandern.
I 1830 blev de sydlige stater i kongeriget Nederlandene skilt ud, hovedsagelig på grund af behandlingen af de fransktalende vallonere i det hollandsk dominerede forenede kongedømme foruden også, at det katolske flertallet der, som så på deres kongelige overhoved, Vilhelm 1. af Nederlandene, med mistro.
I årene efter den franske revolution havde den hollandske konge i en sproglig reform af 1823 forsøgt at gøre hollandsk til det officielle sprog for de sydlige provinser, løseligt set dagens Flandern, efter som det var sproget for de fleste, som boede der. Denne reform blev mødt med stor opposition fra aristokratiet og middelklassen, som da var hovedsagelig fransktalende. Efter oprøret blev denne sprogreform den første hollandske lov, som blev forbudt (4. juni 1830), og i de følgende år blev et antal love indført, som lagde hindringer i vejen for nederlandsk kultur og at tale nederlandsk.
Reaktionen på denne kulturelle undertrykkelse af den belgiske regering begyndte i 1840'erne med en voksende flamsk politisk bevægelse, skønt den byggede på tidligere stemning af antifranske skrifter, eksempelvis af Jan Verlooy fra slutningen af 1700-tallet, som kritiserede den sydlige frankofile elite. Det var takket være den flamske bevægelse i løbet af de følgende 150 år, at "den flamske nation" blev dannet, bestående af flere nederlandsk talende regioner i nutidens moderne Belgien, som delte en række sociale, politiske og sproglige mål.

### Nationale symboler
Det officielle flag og våbenskjold for det flamske samfund viser en sort løve med røde klør og tunge på en gul baggrund. Et flag bestående af en helt sort løve havde været benyttet i omfattende grad før 1991, da nutidens version blev officielt godkendt af det flamske samfund. Det ældre flag var tidvis blevet anerkendt af kilder hos myndighederne (sammen med versionen med røde klør og tunge). I dag er det eneste flag, som er anerkendt af belgisk lov det, som har røde klør og tunge. Flaget, som består udelukkende af en helsort løve, er hovedsagelig anvendt af flamske separatistbevægelser. De flamske myndigheder benytter sig også af to logoer bestående af en meget stiliseret sort løve, som viser kløerne og tungen i enten rødt eller sort.
Den første dokumenterede brug af den flamske løve var på seglet for Filip af Alsace, greve af Flandern (1143–1191), i 1162. Fra denne dato har brugen af det flamske våbenskjold været i brug under styrerne for Alsace-greverne, andre dynastier af Flandern og Dampierre-greverne. Mottoet "Vlaanderen de Leeuw" ("Flanderns løve") var efter sigende på våbenskjoldet for Pieter de Coninck ved De gylne sporer-slaget den 11. juni 1302. Efter, at Flandern blev underlagt hertugerne af Burgund, blev det benyttet alene på navnebrætter. Det var først ved oprettelsen af Det forenede kongerige Nederlandene at våbenskjoldet igen blev det officielle symbol for den nye provins Østflandern.